# 切塔姆圖書館
切塔姆圖書館（英語：Chetham's Library）是位於英國英格蘭曼徹斯特的一座圖書館，是英國歷史最久的免費對公眾開放的圖書館，成立於1653年，擁有超過10萬冊書籍，其中6萬冊出版於1851年之前。切塔姆圖書館還收藏有眾多珍貴的畫作。1845年夏天，马克思和恩格斯来到切塔姆圖書館研究经济学，在此所做的研究最终促成了《共产党宣言》的出版。该图书馆仍保留着马克思当年所读的经济学书籍。

### 書籍
- Hartwell, Clare. . Pevsner Architectural Guides. New Haven: Yale University Press. 2001. ISBN 0-300-09666-6.
- Nicholls, Robert. . Stroud: Sutton Publishing. 2004. ISBN 0-7509-3661-4.

## 外部連結
- Chetham's Library website（页面存档备份，存于）
- 關於其詳細資料（388291）Chethams Hospital and Attached wall - Grade I，英格蘭圖庫，英格蘭遺產委員會
- 關於其詳細資料（388292）Detached block, Alfred Waterhouse - Grade II，英格蘭圖庫，英格蘭遺產委員會
- 關於其詳細資料（388293）Hyde's Cross - Grade II，英格蘭圖庫，英格蘭遺產委員會
- 關於其詳細資料（388294）South east wing, formerly Manchester Grammar School - Grade II，英格蘭圖庫，英格蘭遺產委員會